# Jastrzębiec (Hannusiwka)
Jastrzębiec (ukr. Яструбець) – dawniej samodzielna wieś, obecnie południowa część wsi Hannusiwka (Hanusowce) na Ukrainie w rejonie tyśmienickim obwodu iwanofrankiwskiego.
Nadal stanowi odrębne skupienie osadnicze pomiędzy Hanusowcami właściwymi a Uzinem.

## Historia
Jastrzębiec to dawniej samodzielna wieś. 

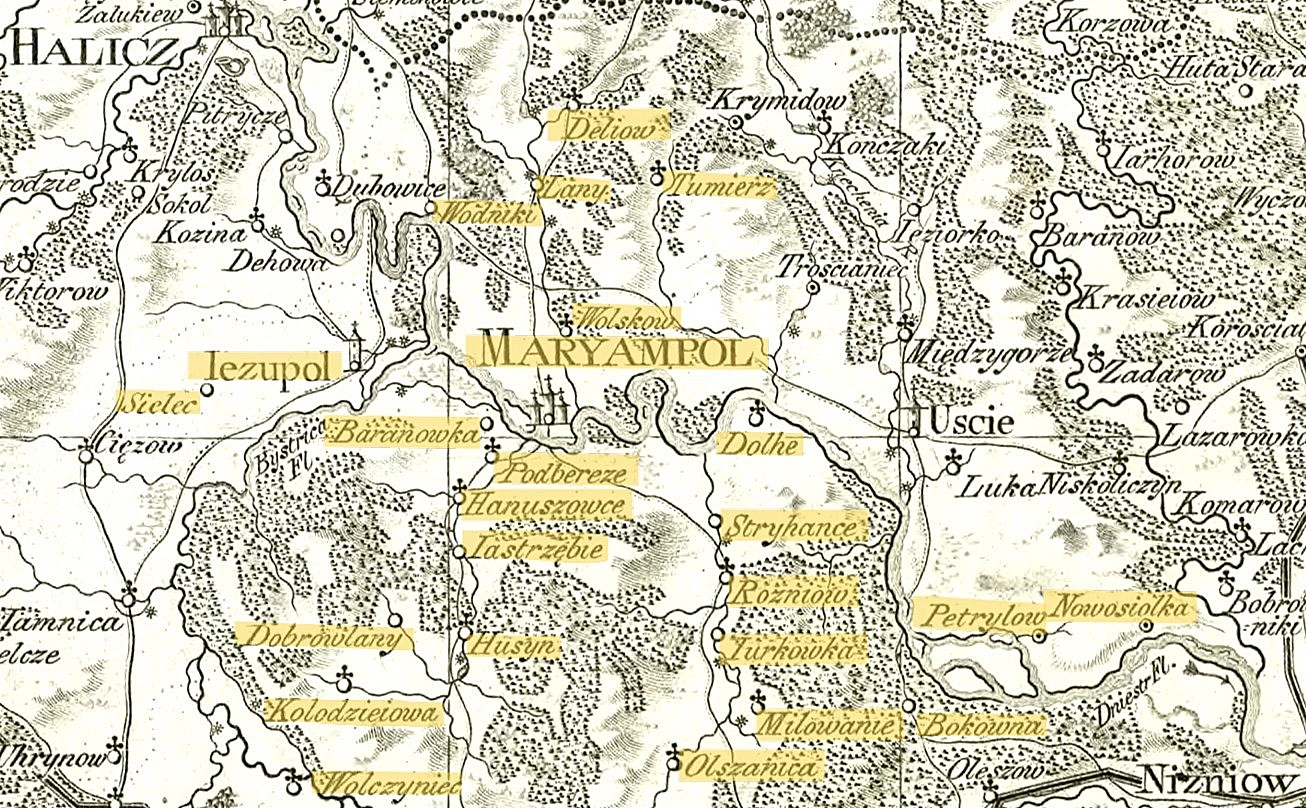
Jastrzębiec (Jastrzebie) 1824

W okresie Królestwa Galicji i Lodomerii wieś należała do klucza marjampolskiego księżnej Anny Jabłonowskiej.
W II Rzeczypospolitej stanowiła część gminy jednostkowej Hanusowce w  powiecie stanisławowskim w województwie stanisławowskim.
1 sierpnia 1934 roku w ramach reformy na podstawie ustawy scaleniowej Jastrzębiec wszedł w skład nowej zbiorowej gminy Jezupol, gdzie we wrześniu 1934 wszedł wraz z Hanusowcami w skład gromady Hanusowce.
Podczas II wojny światowej w gminie Jezupol w powiecie stanisławowskim w dystrykcie Galicja; liczba mieszkańców wynosiła 301.
Po wojnie włączony w struktury ZSRR.